# 노현정 (영화 배우)
노현정(1952년 ~ )은 대한민국의 배우이다.

## 출연작

### 영화
- 1996년 《박봉곤 가출 사건》 ... 오 선생 역
- 1997년 《똑바로 살아라》 ... 마누라 역
- 1998년 《마지막 시도》 ... 윤미라 역
- 1998년 《처녀들의 저녁식사》 ... 간통고소 여인 역
- 2000년 《파라다이스 빌라》 ... 주인집 여자 역
- 2004년 《아홉살 인생》 ... 검은제비 모 역
- 2006년 《타짜》 ... 강남 아줌마 2 역
- 2009년 《전우치》 ... 소형차 여자 역
- 2009년 《이웃집 남자》 ... 스카프 역
- 2013년 《닥터》 ... 장모 역